# Бедрино (Владимирская область)
Бедрино — деревня в Ковровском районе Владимирской области России, входит в состав Ивановского сельского поселения.

## География
Деревня расположена на в 14 км на юго-запад от центра поселения села Иваново и в 30 км на юг от райцентра города Ковров.

## История
В конце XIX — начале XX века деревня входила в состав Смолинской волости Судогодского уезда, с 1926 года в составе Клюшниковской волости Ковровского уезда. В 1859 году в деревне числилось 22 дворов, в 1905 году — 64 дворов, в 1926 году — 73 дворов.
С 1929 года деревня являлась центром Бедринского сельсовета Ковровского района, с 1940 года — в составе Смолинского сельсовета, с 2005 года в составе Ивановского сельского поселения.

## Население
| 1859 | 1905 | 1926 | 2002 |
| ---- | ---- | ---- | ---- |
| 186  | 285  | 346  | 28   |

| 1859 | 1905 | 1926 | 2002 | 2010 | 2021 |
| ---- | ---- | ---- | ---- | ---- | ---- |
| 186  | ↗285 | ↗346 | ↘28  | ↘19  | ↗21  |